# آرایه سنسورهای تصویربرداری اشعه ایکس با انرژی کم

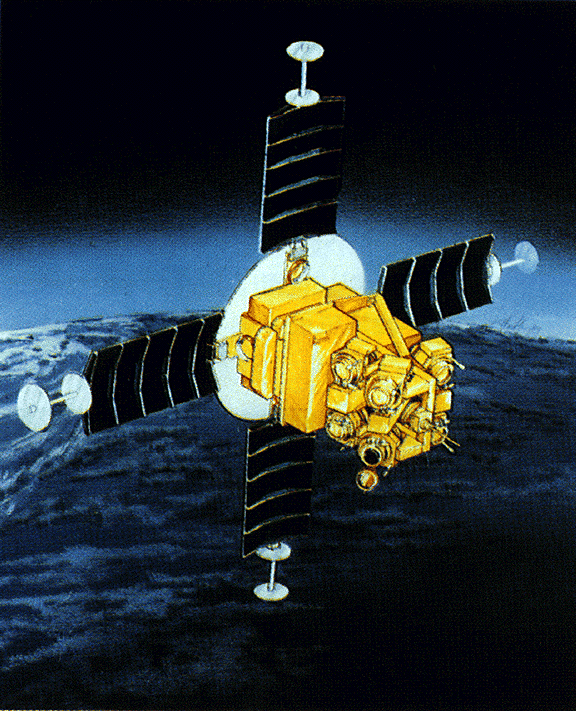
تصویری از تلسکوپ فضایی الکسیس

آرایه سنسورهای تصویربرداری اشعه ایکس با انرژی کم (به انگلیسی: Array of Low Energy X-ray Imaging Sensors) که به‌صورت مخفف با نام الکسیس (ALEXIS) شناخته می‌شود، یک تلسکوپ متمرکز در ناحیه اشعه ایکس و فرابنفش است. این تلسکوپ فضایی متعلق به وزارت انرژی ایالات متحده است و توسط آزمایشگاه ملی لوس آلاموس با همکاری آزمایشگاه ملی سندیا و آزمایشگاه علوم فضایی دانشگاه کالیفرنیا ساخته شده‌است. الکسیس در ۲۵ آوریل ۱۹۹۳ به مدار زمین پرتاب شد.